# Alex Paulsen
Alex Paulsen, né le 4 juillet 2002 à Auckland en Nouvelle-Zélande est un footballeur international néo-zélandais qui joue au poste de gardien de but à l'AFC Bournemouth.

## Biographie

### En club
Né à Auckland en Nouvelle-Zélande d'un père originaire d'Afrique du Sud et d'une mère étant originaire de Namibie, Alex Paulsen est formé dans son pays natal, jouant au Wellington United puis au Lower Hutt City AFC (en) avant de rejoindre le Wellington Phoenix.
Avec l'absence sur blessure de l'habituel titulaire, Oliver Sail (en), Paulsen joue son premier match avec l'équipe première de Wellington Phoenix le 19 décembre 2021, face au Sydney FC lors d'une rencontre de championnat. Il est titularisé et son équipe est battue par deux buts à un ce jour-là,.
Après une belle saison 2023-2024 qui voit son équipe terminer deuxième de A-League, Paulsen figure dans l'équipe All-star du championnat. Il est également gardien de but de la saison.
Lors de l'été 2024, Alex Paulsen rejoint l'AFC Bournemouth. Le transfert est annoncé le 4 juin 2024 et il signe un contrat courant jusqu'en juin 2028. Il est toutefois prêté dès le 9 août 2024 au Auckland FC pour une saison.

### En sélection
Alex Paulsen représente l'équipe de Nouvelle-Zélande des moins de 17 ans. Avec cette sélection il est retenu pour participer à la coupe du monde des moins de 17 ans en 2019. Lors de cette compétition organisée au Brésil il joue trois matchs, tous en tant que titulaire et capitaine. Avec un bilan d'une victoire et de deux défaites, la Nouvelle-Zélande est éliminée dès la phase de groupe.
Alex Paulsen est convoqué pour la première fois avec l'équipe nationale de Nouvelle-Zélande le 12 septembre 2022 mais ne joue aucun match lors de ce rassemblement. 
Paulsen est retenu dans la liste du sélectionneur Darren Bazeley afin de participer à la Coupe d'Océanie en 2024. Il honore sa première sélection ducrant cette compétition, lors du premier match le 18 juin 2024 face aux Îles Salomon. Il est titularisé et son équipe s'impose par trois buts à zéro.

## Palmarès
Nouvelle-Zélande
- Coupe d'Océanie (1) :
  - Vainqueur : 2024.